# Répertoire International des Sources Musicales
El Répertoire International des Sources Musicales (Abreviatura RISM, en español Repertorio Internacional de las Fuentes Musicales, en inglés International Inventory of Musical Sources, en alemán Internationales Quellenlexikon der Musik) es una organización internacional sin ánimo de lucro, fundada en París en 1952, que tiene como objetivo documentar exhaustivamente las fuentes musicales que se conservan en todo el mundo. Es la mayor organización de su especie y la única entidad que opera de manera global para documentar las fuentes musicales escritas.
Las fuentes musicales que se registran son música manuscrita o impresa, escritos sobre música y libretos, que se custodian en bibliotecas, archivos, monasterios, escuelas y colecciones privadas. RISM establece lo que existe, y dónde se conserva. RISM es reconocido entre los expertos como el lugar clave para documentar las fuentes musicales en todo el mundo.
El trabajo de RISM de recopilar un índice exhaustivo cumple un doble propósito: por un lado, proteger el patrimonio musical de su pérdida, y por otro, hacerlo disponible para los estudiosos y músicos e intérpretes.

## Organización

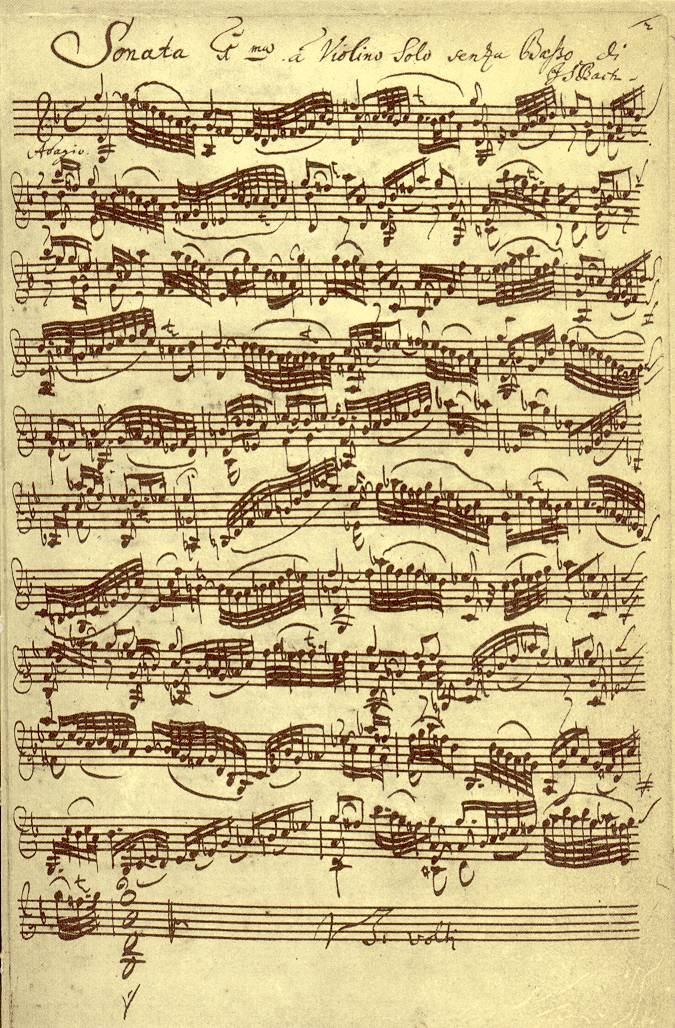
Ejemplo de un manuscrito musical: Johann Sebastian Bach, Sonata para Violín Solo, BWV 1001. Partitura original en la Biblioteca Estatal de Berlín, número en RISM: 467096700

En el proyecto participan uno o varios grupos de trabajo del RISM, por cada uno de sus 36 países miembros. Unos 100 colaboradores se ocupan de registrar las fuentes musicales conservadas en sus respectivos países. Dichos colaboradores, trasladan sus resultados a la Redacción Central de RISM en Fráncfort del Meno, donde se editan y publican las entradas o registros.
Las fuentes musicales en las publicaciones RISM y los grupos de trabajo activos incluyen los siguientes países:
- Afganistán
- Alemania
- Andorra
- Arabia Saudí
- Argentina
- Australia
- Austria
- Azerbaiyán
- Bélgica
- Bielorrusia
- Brasil
- Bulgaria
- Canadá
- China
- Ciudad del Vaticano
- Colombia
- Corea del Sur
- Croacia
- Dinamarca
- Egipto
- Eslovaquia
- Eslovenia
- España
- Estados Unidos
- Estonia
- Finlandia
- Francia
- Georgia
- Grecia
- Guatemala
- Hong Kong
- Holanda
- Hungría
- India
- Indonesia
- Irán
- Irlanda
- Islandia
- Israel
- Italia
- Japón
- Letonia
- Líbano
- Lituania
- Luxemburgo
- México
- Nueva Zelanda
- Noruega
- Pakistán
- Polonia
- Portugal
- Reino Unido
- República Checa
- Rumanía
- Rusia
- Sudáfrica
- Suecia
- Suiza
- Taiwán
- Tayikistán
- Turquía
- Ucrania
- Uruguay
- Uzbekistán
- Venezuela

## Publicaciones
Las publicaciones de RISM se dividen en las siguientes series:
- la serie A, alfabética
- la serie B, sistemática
- la serie C, directorio de bibliotecas musicales

Además de las citadas, los grupos de trabajo dirigen proyectos para documentar los libretos que se conservan en sus respectivos países.

## Serie A/I de RISM – Impresos de Música
La Serie A/I de RISM Impresos individuales anteriores a 1800 es un catálogo de música impresa del período comprendido entre aproximadamente 1500 a 1800. En los nueve volúmenes de la serie (1971–1981) se documentan más de 78,000 impresos de música, de 7,616 compositores, de 2,178 bibliotecas. Entre 1986 y 1999 aparecieron cuatro volúmenes de suplementos, que prosiguieron en 2003 con un volumen de índices en el que se listan editores, impresores, grabadores y lugares de publicación. Todos los volúmenes de la Serie A/I han sido publicados por la editorial Bärenreiter, de Kassel (Alemania).  El catálogo se ordena alfabéticamente por nombre de compositor, y contiene únicamente impresos individuales, lo que quiere decir música impresa en obras a cargo de un único compositor. Los impresos colectivos (con música impresa de obras a cargo de varios compositores) se publican en la Serie B de RISM.
Cada entrada individual contiene la siguiente información:
- Nombre del compositor
- Número de opus o de catálogo temático, si lo hay
- Título del impreso
- Disposición – p.ej. partitura, partichelas o reducción para piano
- Lugar de publicación
- Editor
- Si es posible, año de publicación

Un CD-ROM de la Serie A/I de RISM se publicaba en 2012. Aparte de la intención de facilitar el camino a la fuente primaria a los investigadores e intérpretes, este tipo de catálogo proporciona interesantes posibilidades para otras áreas de interés y peticiones. Por ejemplo, se pueden obtener pistas de interés para muchos temas diferentes, investigando la recepción de una pieza. Y así por ejemplo, se puede averiguar cómo se veía la música de un compositor después de su muerte; para descubrir eso, sería importante conocer cuántas y cuáles de entre sus obras fueron reimpresas.

## Serie A/II de RISM – Manuscritos musicales
La Serie A/II del RISM, Manuscritos de música posteriores a 1600 registra únicamente música de manuscritos. Estos se describen detalladamente (de acuerdo con un esquema uniforme de descripción -una ficha- que contiene más de cien campos) y se almacenan en una base de datos en la Redacción Central del RISM en Fráncfort. Actualmente, se encuentran a disposición de los usuarios más de 870.000 fichas de composiciones musicales, de unos 27.000 compositores (según datos de febrero de 2013, y con unas cifras que aumentan constantemente). El número total de manuscritos de música que se conservan en todo el mundo supone varias veces las cantidades citadas.
Las entradas proceden actualmente cerca de 900 bibliotecas en 37 países: Alemania, Australia, Austria, Bélgica, Bielorrusia, Brasil, Canadá, China, Corea del Sur, Croacia, Dinamarca, Eslovaquia, Eslovenia, España, Finlandia, Francia, Gran Bretaña, Holanda, Hungría, Italia, Japón, Letonia, Lituania, México, Noruega, Nueva Zelanda, Polonia, Portugal, la República Checa, Rumanía, Rusia, Suecia, Suiza, Ucrania, Uruguay, Venezuela y los EUA. Esto hace que la base de datos de RISM sea, con mucho, el mayor conjunto accesible de registros en la materia.
La base de datos del RISM se encuentra disponible, gratis, y en línea, desde junio de 2010. El acceso a este catálogo en línea (u OPAC, de sus siglas abreviadas en inglés “Online Public Access Catalog”) se realiza a través de Internet, vía el OPAC del RISM o la página web del RISM. Este catálogo ha sido posible gracias a la cooperación entre el RISM, la Biblioteca Estatal de Baviera (Bayerische Staatsbibliothek) y la Biblioteca Estatal de Berlín (Staatsbibliothek zu Berlin). La última versión acumulativa de la base de datos aparecida en CD-ROM, producida y publicada por la editorial K. G. Saur de Múnich, data de 2008. Pero también se halla todavía disponible la suscripción a la base de datos, que ofrece la empresa EBSCO (anteriormente, la empresa NISC).
Las fichas del catálogo describen cada una de las piezas en detalle. Entre otros conceptos, incluyen información acerca del compositor (incluyendo sus fechas de nacimiento y muerte), título de la composición, o plantilla vocal e instrumental, así como referencias a la bibliografía musicológica sobre dicha obra. Los propios manuscritos se describen detalladamente en cuanto a copista, lugar y fecha de procedencia, autor del libreto, anteriores propietarios, o dedicatarios. Además, prácticamente todas las obras pueden identificarse claramente, mediante su íncipit musical (las primeras notas o compases de las principales secciones o movimientos de la composición).
Diversas celdas para realizar búsquedas posibilitan respuestas a cualquier investigación combinada a través de estos campos. Por ejemplo, se puede acceder inmediatamente a la información almacenada por el RISM acerca de las misas de Joseph Haydn. La búsqueda por íncipit musical resulta una valiosa herramienta para la investigación cuando se intenta identificar una composición musical anónima o un fragmento de una obra. Para utilizar esta herramienta, quien realice la búsqueda deberá simplemente teclear las primeras notas de la composición. La base de datos proporciona información no sólo sobre la diseminación de las obras conservadas de compositores que todavía hoy son bien conocidos, sino que también ofrece una gran riqueza de conocimiento sobre aquellos otros músicos y creadores que fueron bien considerados en su tiempo, pero que actualmente son poco conocidos, o que incluso han caído en el olvido. Todo esto la convierte en una base de datos valiosísima para los historiadores de la música y hace posible asimismo que muchos músicos e intérpretes puedan hoy “indagar” en ella y redescubrir, de este modo, autores y repertorios.

## Serie B de RISM
La Serie B de RISM consiste en una serie sistemática, que documenta un grupo de fuentes que se contienen a sí mismas. Hasta el momento, se han publicado los siguientes volúmenes, a cargo de la editorial G. Henle de Múnich (se ofrece una traducción española del título respectivo entre paréntesis):
- B/I y B/II: Recueils imprimés XVIe–XVIIIe siècles (2 volúmenes). (Recopilaciones impresas de los siglos XVI–XVIII).
- B/III: The Theory of Music from the Carolingian Era up to c. 1500. Descriptive Catalogue of Manuscripts (6 volúmenes). (La teoría de la música desde la época carolingia hasta 1500 aprox. Catálogo descriptivo de manuscritos).
- B/IV: Handschriften mit mehrstimmiger Musik des 11. bis 16. Jahrhunderts (5 volúmenes, 1 volumen de suplemento). (Manuscritos con música polifónica de los siglos XI–XVI)
- B/V: Tropen- und Sequenzenhandschriften. (Tropos y secuencias manuscritos)
- B/VI: Écrits imprimés concernant la musique (2 volúmenes). (Escritos impresos sobre música)
- B/VII: Handschriftlich überlieferte Lauten- und Gitarrentabulaturen des 15. bis 18. Jahrhunderts. (Tablaturas manuscritas para laúd y guitarra de los siglos XV–XVIII)
- B/VIII: Das Deutsche Kirchenlied (2 volúmenes, Kassel: Bärenreiter). (La canción eclesiástica alemana)
- B/IX: Hebrew Sources (2 volúmenes). (Fuentes hebreas).
- B/X: The Theory of Music in Arabic Writings c. 900–1900 (2 volúmenes). (La teoría de la música en los escritos árabes, aprox. 900–1900)
- B/XI: Ancient Greek Music Theory. A Catalogue Raisonné of Manuscripts. (Teoría musical de los antiguos griegos. Catálogo crítico de manuscritos).
- B/XII: Manuscrits persans concernant la musique. (Manuscritos persas sobre la música)
- B/XIII: Hymnologica Slavica. Hymnologica Bohemica, Slavica (HBS), Polonica (HP), Sorabica (HS). Notendrucke des 16. bis 18. Jahrhunderts (Impresos de Música en los siglos 16-18 en Bohemia, Eslovaquia, Polonia y Sorabia)
- B/XIV: Les manuscrits du processionnal (2 volúmenes). (Los manuscritos del procesional).
- B/XV: Mehrstimmige Messen in Quellen aus Spanien, Portugal und Lateinamerika, ca. 1490–1630. (Misas polifónicas en fuentes de España, Portugal y Latinoamérica, aprox. 1490–1630).
- B/XVI: Catalogue raisonné of the Balinese Palm-Leaf Manuscripts with Music Notation
- B/XVII: Die Triosonate: Catalogue Raisonné der gedruckten Quellen

## Serie C de RISM
Bajo el título Directory of Music Research Libraries (Directorio de bibliotecas de investigación de música), la Serie C de RISM registra en cinco volúmenes todas las bibliotecas, archivos y colecciones privadas que almacenan material musical histórico. Este índice de bibliotecas de música se elabora en cooperación con el Comité de Publicaciones de la Asociación Internacional de Bibliotecas de Música (AIBM). El volumen especial RISM-Bibliothekssigel. Gesamtverzeichnis (Siglas de bibliotecas RISM. Índice completo), que apareció en 1999, ha estado disponible desde 2006 en una versión regularmente actualizada en la página web de RISM.

## Quiénes utilizan las publicaciones de RISM
- Musicólogos que buscan fuentes conectadas con sus campos de investigación, y que encuentran por ejemplo unas bases para explorar catálogos de obras y ediciones de música;
- intérpretes, que descubren aquí una gran riqueza de piezas poco-conocidas para sus conciertos, apartadas del repertorio más habitual;
- bibliotecarios, que pueden así explorar fuentes paralelas a las que tienen a su disposición en su propia biblioteca;
- vendedores “de viejo“ de música, que pueden averiguar, a través de RISM, qué cantidad, de los impresos que ellos ofertan, se conservan todavía en la actualidad.